# Giacôbê Lê Văn Mẫn
 Giacôbê Lê Văn Mẫn (1922 – 2001) là một linh mục được bí mật tấn phong Giám mục của Giáo hội Công giáo Rôma tại Việt Nam. Ông được Tổng Giám mục Philipphê Nguyễn Kim Điền tấn phong giám mục vào năm 1984, làm Giám mục Phụ tá cho Tổng giáo phận Huế. Ông được nhiều người biết đến qua vai trò là linh mục Tổng đại diện và Giám quản giáo phận Huế từ năm 1990 đến 1994.

## Tu tập
Giám mục Lê Văn Mẫn sinh ngày 18 tháng 1 năm 1922 tại Thạch Hãn, nay thuộc thị xã Quảng Trị, tỉnh Quảng Trị, thuộc Tổng giáo phận Huế trong một gia đình trí thức. Thân phụ ông là ông Antôn Lê Văn Thu, mẹ là bà Cêcilia Lê Thị Hợi. Ông là con trai duy nhất và có 5 chị em gái. Thứ tự anh em giám mục Lê Văn Mẫn: Lê Thị Búp, Lê Thị Hường (nữ tu), Lê Thị Hoạt, Lê Thị Cần (nữ tu), Lê Văn Mẫn (giám mục), Lê Thị Nhàn. Ông được cử hành nghi thức Rửa Tội vào ngày 23 tháng 1 năm 1922 tại nhà thờ Thạch Hãn.
Năm 1933, cậu bé Lê Văn Mẫn được linh mục Đa Minh Trần Văn Phát giới thiệu vào tu học tại Tiểu Chủng viện An Ninh (Cửa Tùng, Quảng Trị). Khi đó, cậu mới 11 tuổi. Năm 1943, cậu tiếp tục nhập học tại Đại Chủng viện Phú Xuân (Kim Long), Huế.

## Linh mục
Phó tế Lê Văn Mẫn được thụ phong Linh mục ngày 8 tháng 6 năm 1951. Sau khi được truyền chức linh mục, ông được bổ nhiệm làm giáo sư dạy Toán tại Tiểu Chủng viện An Ninh (Cửa Tùng, Quảng Trị), tại Phú Xuân (Kim Long) và 11 Đống Đa, Huế cho đến năm 1966. Ngoài việc giảng dạy, ông còn là quản lý Tiểu Chủng viện.
Từ ngày 25 tháng 4 năm 1966 đến năm 1975, linh mục Mẫn đảm nhận vai trò Giám đốc Caritas. Sau 30 tháng 4 năm 1975, ông thay mặt Tổng giám mục Philípphê Nguyễn Kim Điền làm Bề Trên các Dòng Nữ thuộc Tổng giáo phận Huế. Dưới thời Tổng giám mục Điền, linh mục Mẫn quản lý tiền bạc, tài sản của Giáo phận Huế.
Tháng 4 năm 1984, linh mục Lê Văn Mẫn được bổ nhiệm làm Tổng Đại diện Tổng giáo phận Huế thay thế Linh mục Stanislaô Nguyễn Văn Ngọc.

## Giám mục thầm lặng
Ngày 13 tháng 4 năm 1984, linh mục Lê Văn Mẫn được Tổng giám mục Nguyễn Kim Điền bí mật phong chức Giám mục. Sau khi Tổng giám mục Nguyễn Kim Điền qua đời ngày 8 tháng 6 năm 1988, một số linh mục ở Huế có việc vào Sàigòn đã thừa nhận việc phong chức trên và còn nói không ai dám xác nhận. Chính quyền Huế và ban Tôn Giáo Trung ương có hỏi Linh mục Mẫn, ông nói: "Không có chuyện đó". Hồng y Giuse Maria Trịnh Văn Căn hỏi ông và nhận cùng câu trả lời, đến Hồng y Roger Etchegaray (Chủ tịch Ủy ban Công Lý và Hòa Bình) từ Roma đến Việt Nam, cũng hỏi và nhận được câu trả lời tương tự. Sách Hội đồng Giám mục Việt Nam 1980-2001 do Trần Anh Dũng chủ biên cho rằng Giám mục Lê Văn Mẫn được truyền chức giám mục nhưng không được Nhà nước Việt Nam công nhận, do đó khi Hồng y Etchegaray đến thăm Tổng giáo phận Huế năm 1989, Tổng giáo phận này trên thực tế không có giám mục chính thức, vì ngoài Giám mục Mẫn, Tổng giám mục phó Stêphanô Nguyễn Như Thể đã từ nhiệm.
Với lý do không liên lạc với Tòa Thánh được nên Tổng giám mục Nguyễn Kim Điền đã dùng quyền của giám mục truyền chức cho ông. Việc truyền chức gặp hai điều khó khăn là phong chức giám mục trước khi được Tòa Thánh chấp thuận và chưa xin phép chính quyền. Khắp nơi trong Giáo phận Huế đều biết chuyện này. Chính quyền cũng biết, Tòa Thánh cũng nghe nói đến. Sách Niên giám Công giáo Việt Nam 2016 cho rằng việc chọn giám mục Lê Văn Mẫn chưa trình báo Tòa Thánh nên không liệt kê ông vào hàng ngũ các giám mục Công giáo người Việt. Hai trang tin GCatholic và Catholic Hierachy ghi nhận nhiệm vụ Giám mục phụ tá của Giám mục Lê Văn Mẫn kéo dài cho đến khi ông qua đời tháng 12 năm 2001.
Từ năm 1990 đến năm 1994, Lê Văn Mẫn đảm trách vai trò Giám quản Tổng giáo phận Huế. Trong bút tích của Tổng giám mục Phanxicô Nguyễn Văn Thuận về việc hỗ trợ việc tìm ngân khoản tái thiết khu vực La Vang, tổng giám mục Thuận gọi Giám quản Mẫn là Đức Cha Giám quản (DC Giám quản (sic)).
Năm 2001, kỷ niệm 50 năm linh mục của ông được tổ chức đơn giản tại Huế.
Ông qua đời sáng ngày 7 tháng 12 năm 2001, thọ 80 tuổi, an táng tại núi Thiên Thai, huyện Hương Thủy, tỉnh Thừa Thiên.

## Tông truyền
Giám mục Giacôbê Lê Văn Mẫn được tấn phong năm 1984, dưới thời Giáo hoàng Gioan Phaolô II, bởi:
- Giám mục chủ phong: Philípphê Nguyễn Kim Điền, Tổng giám mục Tổng giáo phận Huế